# Tarachi
Tarachi (del idioma névome Taratzi: "En el pie") es un pueblo del municipio de Arivechi ubicado en la región este del estado mexicano de Sonora, en la zona de la Sierra Madre Occidental. El pueblo es la segunda localidad más habitada del municipio, contando en 2020 con 374 habitantes según datos del Instituto Nacional de Estadística y Geografía (INEGI). Se encuentra a 40.8 km al sureste de Arivechi, cabecera del municipio y a 269 km al este de Hermosillo, la capital del estado. 
Fue fundado como un pueblo de visita, en el siglo XVII, perteneciente al rectorado de San Ignacio de Borja.
Una característica de Tarachi, es que sus construcciones más antiguas están hechas de cantera y situadas en una especie de círculo, según leyendas locales, era para contrarrestar los ataques que hacían los apaches en los primeros tiempos de su fundación.
El significado de su nombre viene de la lengua indígena de los pimas, originalmente como: Taratzi, que proviene de las raíces lingüísticas: Tara que significa "pie", y Tzi que significa "en lugar", es decir; En el pie. Haciendo referencia a qué la población está asentada en "los pies" o faldas de los cerros de la Sierra Madre.

## Historia
El primer registro que se tiene sobre la localidad fue en el censo de 1900, como categoría de pueblo y perteneciente al municipio de Sahuaripa, en 1910 cambió su categoría a la de congregación y pasó a formar parte del municipio de Arivechi, y en 1921 vuelve a la categoría de pueblo. El 26 de diciembre de 1930 se incorpora al de Sahuaripa de nuevo al suprimirse el de Arivechi, bajo la Ley n.º 68. El 12 de abril de 1932 se crea por decreto de la Ley n.º 64 el municipio libre de Arivechi, y Tarachi de forma definitiva quedó bajo administración de éste.

## Geografía
Véase también: Geografía del Municipio de Arivechi
Tarachi se ubica bajo las coordenadas 28°48′30" de latitud norte y 108°56′16" de longitud oeste del meridiano de Greenwich a una elevación media de 1,192 metros sobre el nivel del mar, en las serranías de la cordillera montañosa Sierra Madre Occidental, y está cercana a los límites divisorios entre los estados de Sonora y Chihuahua. Tiene una superficie de 0.25 kilómetros cuadrados. Cerca del poblado circula el arroyo Tarachi, que se alimenta del río Sahuaripa.

## Vías terrestres
Es una comunidad formada como ejido junto a sus terrenos aledaños ejidales, las comunidades más cercanas con las que colinda son al sur y sureste con la Iglesia y Matarachi respectivamente y son las más cercanas por vía terrestre por sus caminos vecinales. A la cabecera municipal hay 40,8 kilómetros de distancia por una brecha o camino vecinal en malas condiciones, por el cual hay un solo carril y en el que prevalecen las curvas, cuestas pronunciadas y desfiladeros. Por lo que el tiempo de traslado es de 1:30 horas a 2:00 horas aproximadamente, en automóvil particular como único medio de transporte.

## Demografía
Según el Censo de Población y Vivienda realizado en 2020 realizado por el Instituto Nacional de Estadística y Geografía (INEGI), la villa tiene un total de 374 habitantes, de los cuales 185 son hombres y 189 son mujeres, con una densidad poblacional de 1,496 hab/km². En 2020 había 176 viviendas, pero de estas 115 viviendas estaban habitadas, de las cuales 29 estaban bajo el cargo de una mujer. Del total de los habitantes, 1 persona mayor de 3 años (0.27% del total) habla alguna lengua indígena; mientras que 1 habitante (0.27%) se considera afromexicano o afrodescendiente.
El 78.07% de sus pobladores pertenece a la religión católica, el 8.02% es cristiano evangélico/protestante o de alguna variante mientras que el 13.9% no profesa ninguna religión.

### Educación y salud
Según el Censo de Población y Vivienda de 2020; 1 niño de entre 6 y 11 años (0.27% del total), 2 adolescentes de entre 12 y 14 años (0.53%), 2 adolescentes de entre 15 y 17 años (0.53%) y 4 jóvenes de entre 18 y 24 años (1.07%) no asisten a ninguna institución educativa. 17 habitantes de 15 años o más (4.55%) son analfabetas, 13 habitantes de 15 años o más (3.48%) no tienen ningún grado de escolaridad, 76 personas de 15 años o más (20.32%) lograron estudiar la primaria pero no la culminaron, 14 personas de 15 años o más (3.74%) iniciaron la secundaria sin terminarla, teniendo el pueblo un grado de escolaridad de 7.06.
La cantidad de población que no está afiliada a un servicio de salud es de 146 personas, es decir, el 39.04% del total, de lo contrario el 60.96% sí cuenta con un seguro médico ya sea público o privado. Según el mismo censo, 22 personas (5.88%) tienen alguna discapacidad o límite motriz para realizar sus actividades diarias, mientras que 6 habitantes (1.6%) poseen algún problema o condición mental.
Gran parte de la juventud que alcanza los 15 años tienden a salir de la comunidad en busca de fuentes de empleo y emigran principalmente a los Estados Unidos de América, aunque también en menor medida hay jóvenes que en los últimos años se han interesado poco a poco por el estudio y también se encuentran en escuelas de los municipios cercanos e incluso en la capital sonorense.

### Población histórica
| Año           | 1900 | 1910 | 1921 | 1930 | 1940 | 1950 | 1960 | 1970 | 1980 | 1990 | 1995 | 2000 | 2005 | 2010 | 2020 |
| Población     | 453  | 252  | 426  | 435  | 498  | 484  | 516  | 436  | 511  | 499  | 422  | 391  | 383  | 317  | 374  |
| Fuente: INEGI |      |      |      |      |      |      |      |      |      |      |      |      |      |      |      |

### Actividades económicas
Los adultos y algunos jóvenes se dedican a las labores del campo, a la cría de ganado, ya que es la principal fuente de trabajo de la localidad resultando la mayoría pequeños ganaderos que cuidan su ganado y otros que se alquilan como vaqueros por no contar con un hato considerable que le garantice su sustento y el de su familia. Mientras que las mujeres se dedican a hacer quesos, envasar fruta, hacer galletas caseras, bordados y tejido de manteles.

## Gobierno
Véase también: Gobierno del Municipio de Arivechi
Tarachi es una de las 4 localidades en las que se conforma el municipio de Arivechi y su sede de gobierno se encuentra en el pueblo de Arivechi, el cual es la cabecera del municipio. El ayuntamiento está integrado por un presidente municipal, un síndico, 3 regidores de mayoría relativa y 2 de representación proporcional.

## Cultura

### Fiestas y tradiciones
- 15 de mayo: Fiesta del santo patrono del lugar "San Isidro Labrador"[15]

### Edificios históricos
- Iglesia de San Isidro Labrador

## Personas destacadas
- Doctor Teyechea: médico reconocido en el estado de Sonora.
- Miguel Cornejo: escritor.
- Gerardo Cornejo Murrieta: poeta y escritor.[16]